# Кубок ліги (Габон)
Кубок ліги Габону (фр. Coupe de la Ligue) — футбольне змагання, яке щорічно проводить Габонська федерація футболу серед футбольних клубів Габону.

## Історія
Змагання, засноване 2019 року, замінили Міжклубний кубок Габону, які тривали до того часу. Першим переможцем турніру став «Мангаспорт», який у фіналі на стадіоні Огустен Монедан де Сібанг у столиці Лібревілі переміг «Лозо Спорт» з рахунком 2:0.

## Переможці та фіналісти
| Сезон | Переможець   | Рахунок | Фіналіст     |
| ----- | ------------ | ------- | ------------ |
| 2019  | «Мангаспорт» | 2:0     | «Лозо Спорт» |
| 2020  |              |         |              |
| 2021  |              |         |              |

## Переможці по роках
| Команда      | Кількість | Рік  | Фіналів |
| ------------ | --------- | ---- | ------- |
| «Мангаспорт» | 1         | 2019 | -       |
| «Лозо Спорт» | 0         |      | 1       |